# 小行星58214
小行星58214（58214 Amorim）是一颗绕太阳运转的小行星，为主小行星带小行星。该小行星于1992年9月19日发现。
該小行星以巴西神經兒科醫生雷吉娜·海倫娜·卡爾達斯·德·阿莫林（Regina Helena Caldas de Amorim）命名。

## 轨道参数
小行星58214的轨道半长轴为425 839 497 km，2.8465207 UA，离心率为0.159。